# Café Felsche

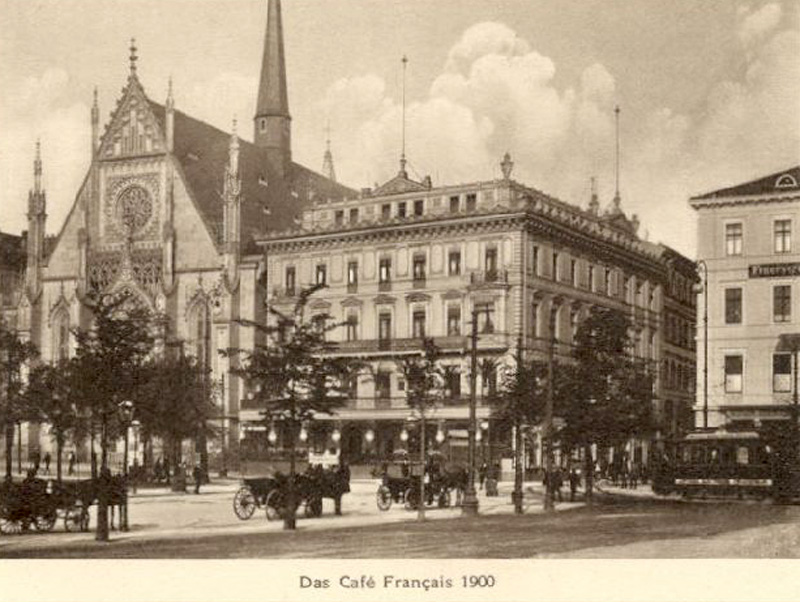
Das Café Français am Leipziger Augustusplatz um 1900

Das Café français bzw. ab 1914 Café Felsche war ein von 1835 bis 1943 existierendes bekanntes Leipziger Kaffeehaus der Spitzenklasse.

## Lage
Das Café war das südliche Eckhaus an der Einmündung der Grimmaischen Straße auf den Augustusplatz. Damit hatte es eine repräsentative Lage am größten Platz der Stadt. Es stand neben der ehemaligen Paulinerkirche, wenige Meter von ihr getrennt, und hatte freie Sicht auf den Platz mit den ihn umgebenden Bauten des Neuen Theaters, des Postgebäudes und des Bildermuseums.

## Geschichte

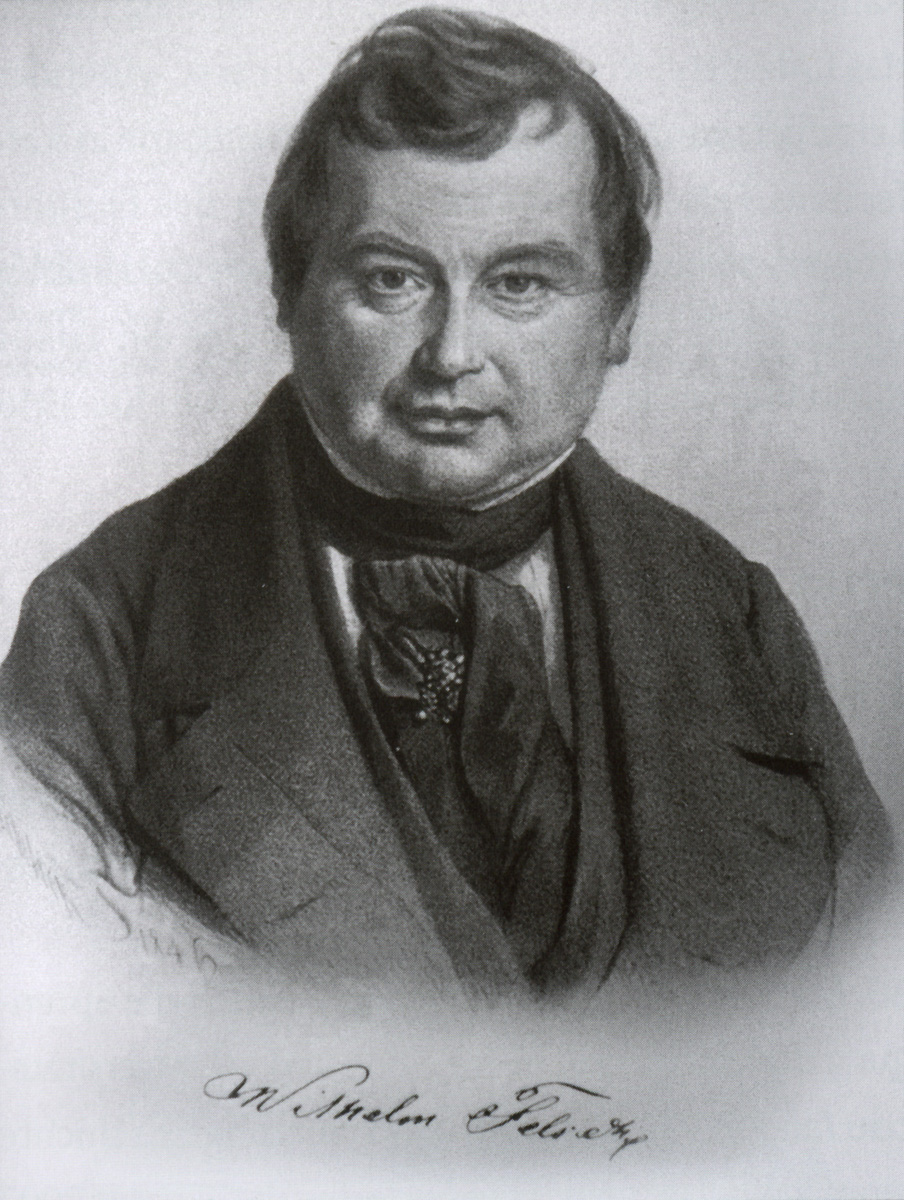
Wilhelm Felsche (1798–1867)

Im Jahre 1821 begann der Leipziger Zuckerbäcker Wilhelm Felsche (1798–1867) mit der Herstellung und dem Vertrieb von Schokolade. Das Geschäft entwickelte sich offenbar so gut, dass er das Gelände zwischen dem 1831 abgerissenen Grimmaischen Tor und der Paulinerkirche von der Universität erwerben konnte, um dort ein Kaffeehaus zu errichten. Auf dem Gelände stand noch der alte Schuldturm, dessen massive Bauweise beim Abriss so viel zu verkaufendes Baumaterial ergab, dass ein Gutteil des Grundstückkaufs davon bestritten werden konnte.
Am 3. Oktober 1835 eröffnete im Erdgeschoss und ersten Stock des viergeschossigen Neubaus das Café Français mit angeschlossenem Verkaufsraum. Der Name war insofern Programm, als Felsche den Leipzigern das bieten wollte, was er bei seinem Pariser Aufenthalt in Cafés an Luxus erlebt hatte. Er entwickelte das Café zu einem Kaffeehaus ersten Ranges, in dem die elegante Welt verkehrte, nicht aber Künstler und Literaten. Die beabsichtigte Auswahl des Publikums kam unter anderem auch darin zum Ausdruck, dass für die Besichtigung einer Weihnachtsausstellung 1835 vier Groschen Eintritt (als Verzehrbon) verlangt wurden. Die gewisse Abgehobenheit wurde dem Haus auch mehrfach zum Verhängnis. Im November 1848 wurde es im Zusammenhang mit der Hinrichtung Robert Blums in Wien verwüstet, am 4. Juli 1923 von hungernden Frauen und Männern gestürmt und am 18. Oktober 1925 sogar in Brand gesteckt.
Bereits 1839 wurde im Haus eine Gasbeleuchtung installiert und eine überdachte Terrasse angebaut. Da die Räumlichkeiten bald für die neben der Konditorei florierende Schokoladenproduktion nicht mehr ausreichten, erwarb Felsche dafür 1845 das Nachbargrundstück in der Grimmaischen Straße (Lähnesches Haus).

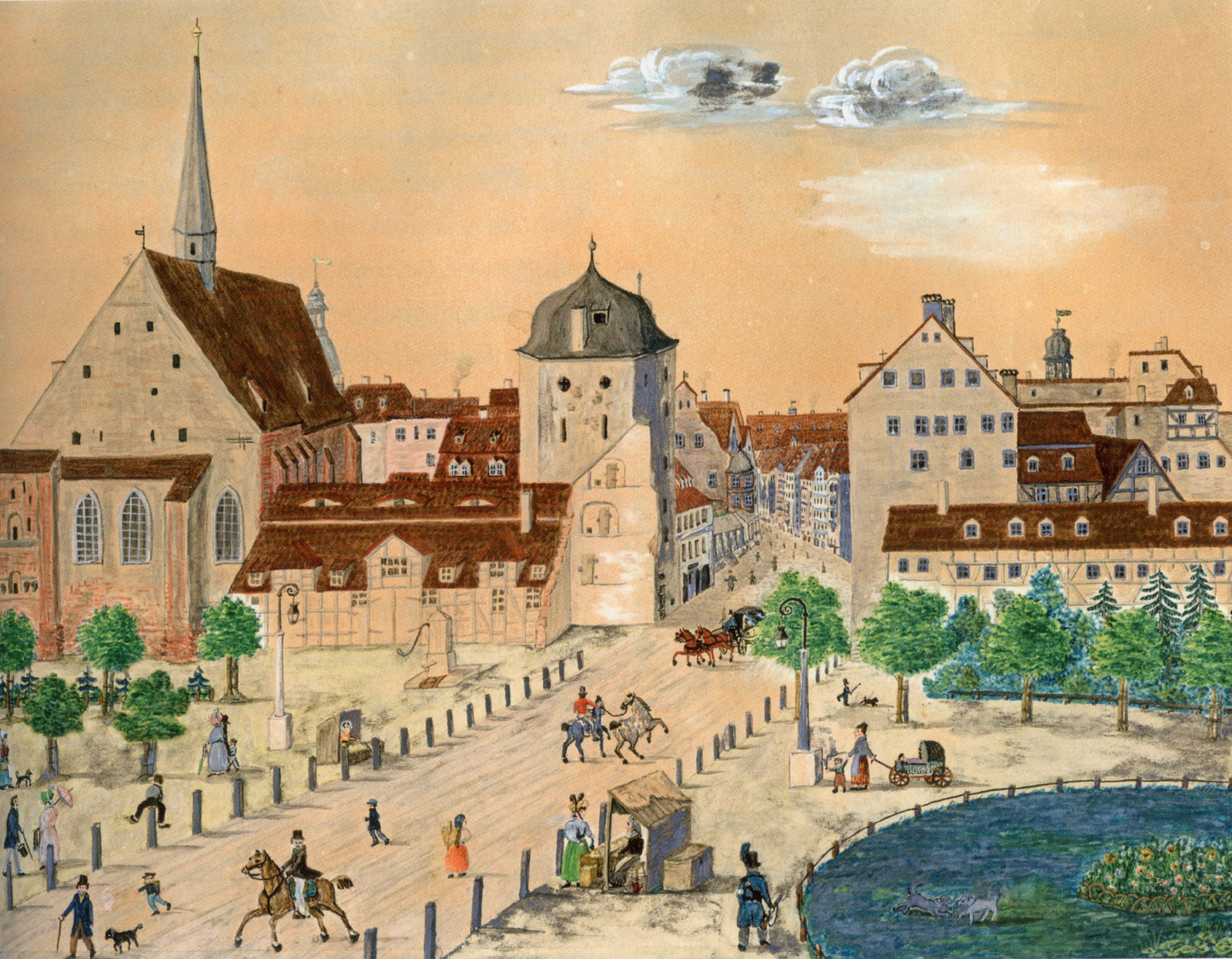
Der Platz vor der Errichtung des Cafés
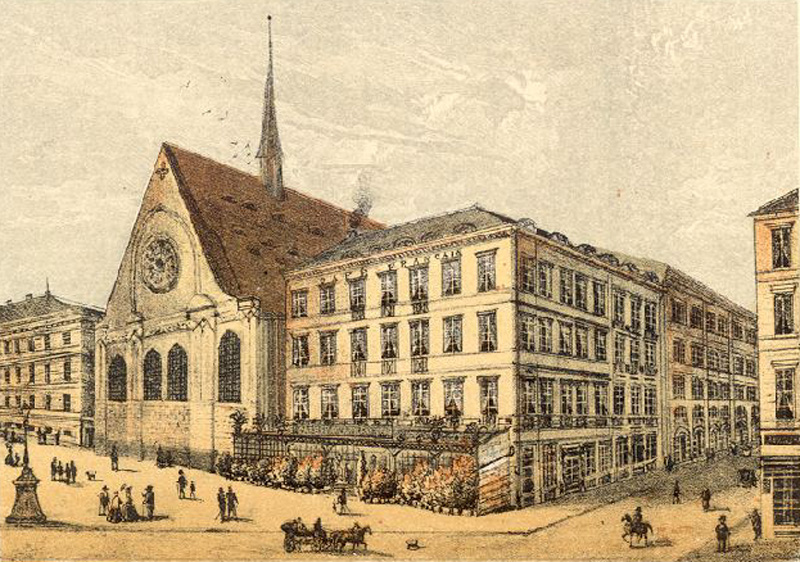
Das Café Français um 1850
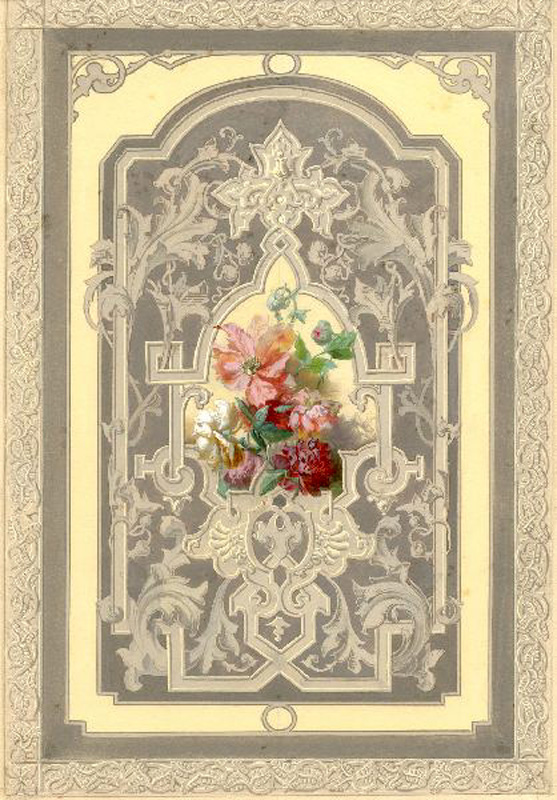
Entwurf einer Wanddekoration
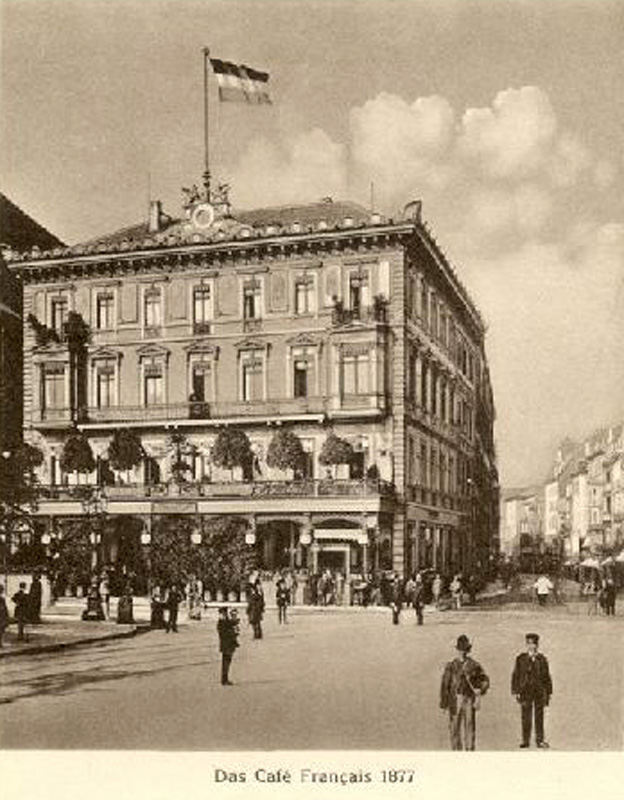
Das Café Français 1877

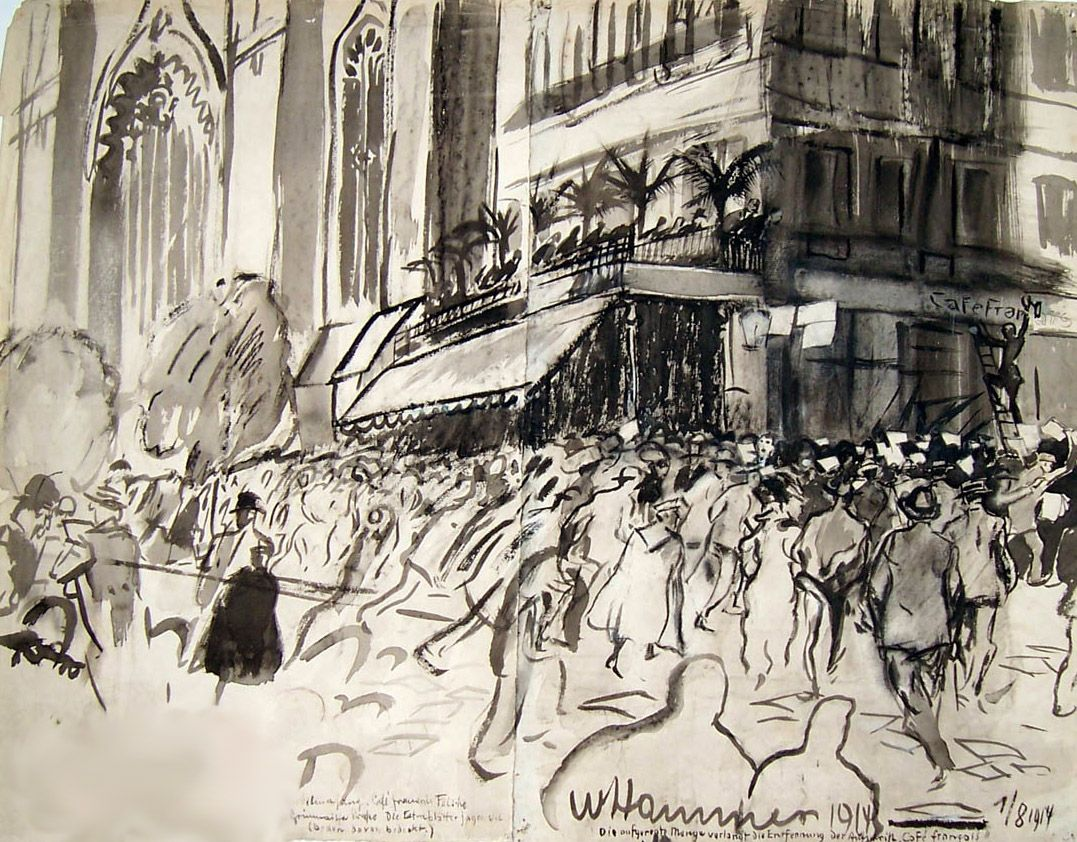
Julius Walter Hammer: Eine aufgebrachte Menge fordert die Umbenennung des Café français (1914)

Bereits Ende der 1850er Jahre wurde das Felsche Eishaus zur Lagerung von Natureis errichtet, das eines der ersten großen Eishäuser in Deutschland war. Das Eis diente zur Kühlung der Speisen. Neben der Deckung des Eigenbedarfs wurde das Eis mittels Fuhrwerk an die Kundschaft ausgeliefert. Nach dem Tod Felsches 1867 übernahm sein Schwiegersohn Adolph Schütte-Felsche (1832–1908) den Betrieb. Er entschloss sich zu Anfang des 20. Jahrhunderts zu einem Umbau des Cafés. 1910 war dieser abgeschlossen, und das Haus wurde neu eröffnet. Die Schokoladenproduktion verlagerte er nach Gohlis.
Mit Beginn des Ersten Weltkriegs musste der französische Name weichen, und die Einrichtung hieß fortan „Café Felsche“. Auch unter diesem Namen gehörte es zu den ersten Adressen der Leipziger Gastronomie. Beim Luftangriff auf Leipzig am 4. Dezember 1943 wurde das Café Felsche schwer getroffen, womit eine über 100-jährige Kaffeehaustradition ihr Ende fand.

### Berühmte Gäste
Der Komponist Gustav Mahler (1860–1911) besuchte das Café regelmäßig am Nachmittag.

## Situation heute

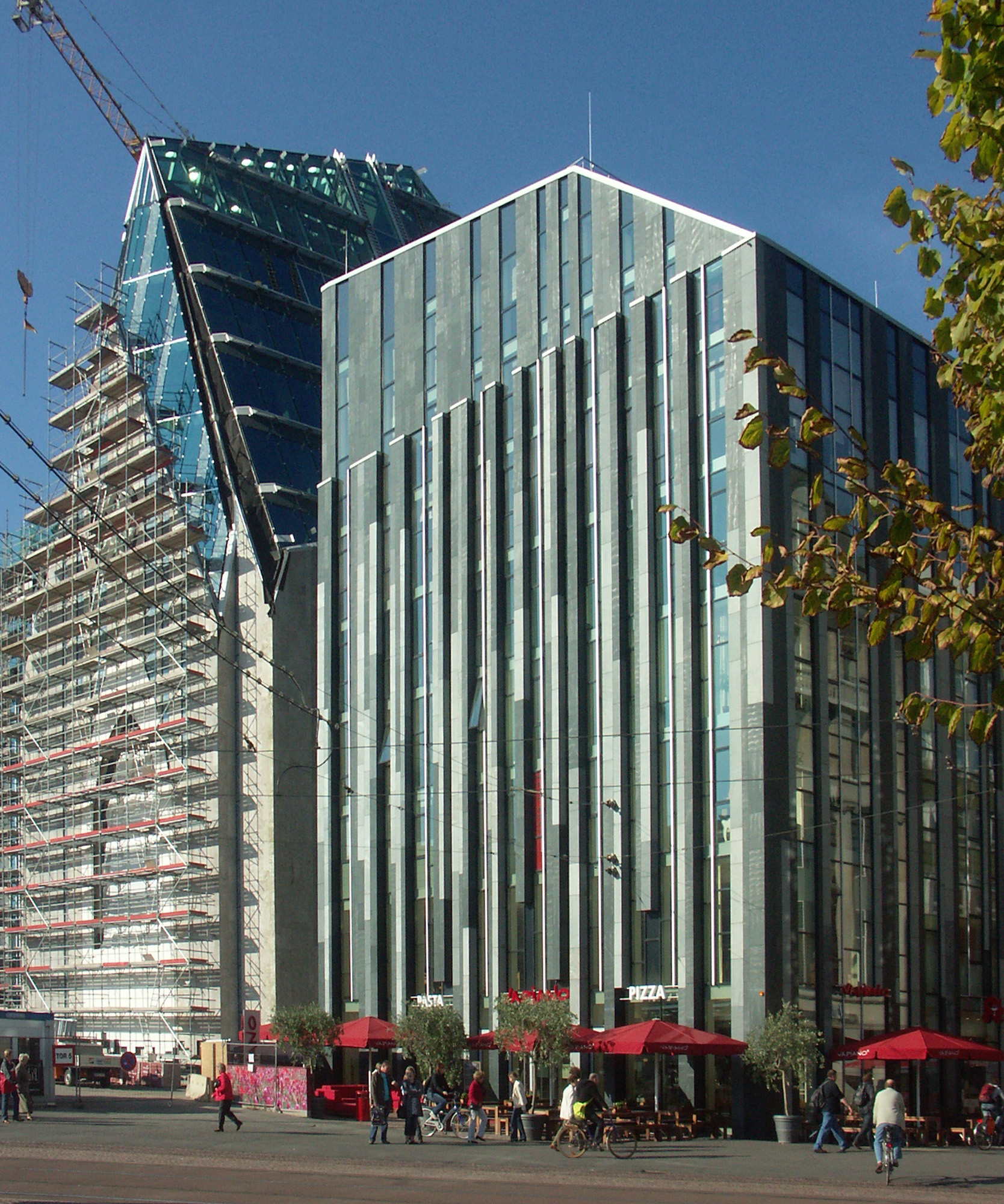
Das „Vapiano“-Gebäude neben dem im Bau befindlichen Paulinum der Universität, 2010

Nachdem der von Trümmern beräumte Platz des ehemaligen Café Felsche nach dem Zweiten Weltkrieg lange leer blieb und nur gelegentlich von Weihnachtsmärkten und anderen Veranstaltungen genutzt wurde, wurde er nach der 1968 erfolgten Sprengung der Paulinerkirche 1971 mit dem neuen Hauptgebäude der Karl-Marx-Universität zum Teil überbaut, das 2007 zugunsten eines Neubaus abgerissen wurde.
In den nach Entwürfen von Erick van Egeraat erstellten Campus-Neubauten Augusteum und Paulinum der Universität am Augustusplatz wird der Platz des ehemaligen Café Felsche von einem nicht zum Unicampus gehörenden, aber in das architektonische Gesamtkonzept eingebundenen privatwirtschaftlichen Bau (Adresse: Augustusplatz 11) besetzt. Das siebenstöckige, im Jahre 2009 vollendete Gebäude neben dem Paulinum enthält in den Etagen 2–5 Büros und in den oberen beiden Apartments. Erdgeschoss und erste Etage sind wieder gastronomisch genutzt, allerdings nicht mehr als Café. Der Systemgastronom Vapiano eröffnete am 10. September 2009 ein der Konzeption seiner Restaurantkette nach italienischem Ambiente ausgerichtetes Restaurant, dessen Interieur vom Südtiroler Architekten und Designer Matteo Thun gestaltet wurde.